# FMCK Borås
FMCK Borås är en kår inom Frivilliga Motorcykelkåren, FMCK. Inom kåren finns verksamhet för MC-ordonnanser, motocross, enduro, supermoto, trial, minimoto, karting och drifting. FMCK Borås är idag den enda kåren som har verksamhet under Svenska Bilsportförbundet och är den kår med störst "vit" (civil) verksamhet.
FMCK Borås utbildar MC-ordonnanser för i första hand delar av Elfsborgsgruppens behov, och fick under 2006 sin lokal vid Bråts skjutfält. Endurosektionen har idag sin verksamhet vid Bråt medan övriga sektioner bedriver sin verksamhet på Borås Motorstadion, byggd 1997.

## Kända åkare
- Marcus Hansson
- Sandra Adriansson